# Nová Víska (Kadaň)
Nová Víska (německy Neudörfel) je malá vesnice, část města Kadaň v okrese Chomutov. Nachází se asi 6,5 kilometru severně od Kadaně. Nová Víska leží v katastrálním území Prunéřov o výměře 14,11 km².

## Název
Jméno vesnice se v historických pramenech vyskytuje ve tvarech: …ves Novou (1540) a Neyderffl (1606).

## Historie
První písemná zmínka o vesnici pochází z roku 1540.

## Obyvatelstvo
Při sčítání lidu v roce 1921 zde žilo 95 obyvatel (z toho 51 mužů), kteří byli s výjimkou tří cizinců německé národnosti a kromě čtyř evangelíků členy římskokatolické církve. Podle sčítání lidu z roku 1930 měla vesnice 111 obyvatel německé národnosti příslušných k římskokatolické církvi.
|                                                                    | 1869 | 1880 | 1890 | 1900 | 1910 | 1921 | 1930 | 1950 | 1961 | 1970 | 1980 | 1991 | 2001 | 2011 | 2021 |
| ------------------------------------------------------------------ | ---- | ---- | ---- | ---- | ---- | ---- | ---- | ---- | ---- | ---- | ---- | ---- | ---- | ---- | ---- |
| Obyvatelé                                                          | 61   | 70   | 62   | 69   | 84   | 95   | 111  | 49   | 36   | 22   | 17   | 8    | 10   | 7    | 6    |
| Domy                                                               | 9    | 8    | 8    | 10   | 11   | 15   | 12   | 9    | —    | 6    | 3    | 5    | 4    | 4    | 4    |
| Počet domů z roku 1961 je zahrnut v celkovém počtu domů Prunéřova. |      |      |      |      |      |      |      |      |      |      |      |      |      |      |      |

## Obecní správa
Při sčítání lidu v letech 1869–1950 Nová Víska byla osadou obce Místo v okrese Chomutov. V letech 1961–1965 byla částí obce Prunéřov v okrese Chomutov. Od 1. ledna 1966 je částí města Kadaň v okrese Chomutov.